# Nationale Oldtimerdag
De Nationale Oldtimerdag is een jaarlijks terugkerend evenement in Nederland voor automobielen ouder dan 40 jaar (oldtimers). De dag werd voor de eerste maal georganiseerd in 1984  in het centrum van Lelystad. Het evenement is inmiddels uitgegroeid tot de grootste eendaagse oldtimermeeting in de Benelux . Ieder jaar op de 3e zondag in juni vindt de dag plaats op de Bataviaboulevard, gelegen naast Batavia Stad Outlet Fashion.
Omdat er een leeftijdsgrens is van minimaal 40 jaar oud vormt de Nationale Oldtimerdag een rijdende museale collectie die aandacht vraagt en geeft aan rijdend erfgoed . Op de startlijst kunnen maximaal 400 historische automobielen worden geplaatst, verdeeld in leeftijdsklassen.
Het gaat daarbij om de periodes 1890-1920 (‘Belle Epoque’), 1920-1930 (‘The Roaring Twenties’), 1930-1945 (‘After the Wallstreet Crash’), 1945-1960 (‘With the Marshall Help’), 1960-1970 (‘New Focus’), 1970- nu-/-40 (Daddy's car). Iedere leeftijdsklasse kent een eigen winnaar. De automobiel met het hoogste puntentotaal van de dag wint de eretitel ‘Best of the Show’. De automobielen worden door een deskundig jurykorps beoordeeld op originaliteit en authenticiteit.
Daarnaast is er de ‘Prix d’Elegance Historique’ die wordt toegekend aan de meest aantrekkelijke presentatie waarbij wordt gelet op originele kleding uit het bij de auto passende tijdsbeeld, accessoires en persoonlijk initiatief. Verder is er speciale aandacht voor bijzondere voertuigen, zoals in 2017, toen de Superbus van Wubbo Ockels te zien was.
De Nationale Oldtimerdag won in 2015 de prestigieuze ‘Promotie Award Lelystad’ , kreeg in 2016 de World Heritage Award, toegekend door de Fédération Internationale Verhicules Anciens (FIVA) onder patronage van de Unesco  en werd in 2017 opgenomen in het Netwerk Immaterieel Erfgoed Nederland . Het evenement behoort met het muziekfestival Lowlands en de Libelle Zomerweken tot de grootste en meest bekende toeristische attracties in de provincie Flevoland .
In het dagprogramma van het evenement, waarbij de deelnemers een toertocht rijden van omstreeks 50 km., zijn regelmatig jubilea opgenomen van automerken en -types. Voorbeelden daarvan zijn onder meer 100 jaar Ford (2001), 100 jaar Alfa Romeo (2010), 95 jaar Bentley (2015), 100 jaar Citroën (2019), 100 jaar Mercedes Benz (1996), 110 jaar Bugatti (2019) en 115 jaar Cadillac (2017), 100 jaar Rolls Royce  model 20/25, Chevrolet Corvette 70 jaar, 100 jaar Chrysler.
Onder het motto ‘Erfgoed dat beweegt’ zet de Nationale Oldtimerdag automobielen (soms reeds lang vergeten merken uit de beginperiode van de autohistorie) in de schijnwerpers om daarmee aan te tonen hoe groot de invloed van de uitvinding van de automobiel was en is op de ontwikkeling van de huidige moderne samenleving. Als er een ranglijst zou worden opgesteld van de meest invloedrijke uitvindingen uit de vorige eeuw, dan zou de automobiel zeker een plaats krijgen in de top tien.
De Nationale Oldtimerdag valt onder de verantwoordelijkheid van de stichting Mobiel Erfgoed Fleur de Lis en is een niet-commercieel evenement dat geheel wordt verzorgd door een vrijwilligersteam van ruim 50 personen (eventmanagement, stewards en marshallers). De deelnemende voertuigen zijn gast van de organisatie en er wordt geen inschrijfgeld gevraagd.